# Шварёв, Александр Ефимович
Александр Ефимович Шварёв (26 декабря 1914, Кувандык, Оренбургская губерния — 3 мая 2006, Москва) — лётчик-ас, генерал-майор авиации, участник Великой Отечественной войны, Герой Российской Федерации (1995).

## Биография

Могила Шварёва на Троекуровском кладбище Москвы.

Родился 26 декабря 1914 года в городе Кувандык Оренбургской области (тогда — Оренбургская губерния). Его родители переехали в Оренбургскую губернию из Пензенской.
Окончил 7 классов. Вступил в комсомол. В 1932—1935 годах работал лаборантом на заводах в Магнитогорске и Днепропетровске. В 1935 году поступил на физико-математический факультет Днепропетровского государственного университета, где закончил первый курс.
В Красной Армии с августа 1936 года, призван военкоматом Оренбургской области. В 1939 году окончил Ворошиловградскую военно-авиационную школу лётчиков. С 1939 года служил в 21-м истребительном авиационном полку ВВС Западного особого военного округа, с 1940 года — в 31-м истребительном авиационном полку 8-й смешанной авиационной дивизии Прибалтийского особого военного округа. В июне 1941 года назначен командиром звена этого полка (аэродром Алитус).
Участвовал в Великой Отечественной войне с её начала, с 22 июня 1941 года. Подвергшись удару авиации врага и не имея связи с командованием, самостоятельно с уцелевшими лётчиками принял бой, выполнил три боевых вылета и сбил 1 немецкий самолёт. Участвовал в Прибалтийской оборонительной операции, в битве за Москву. За период с 6 сентября по 12 октября 1941 года младший лейтенант Шварёв совершил 85 боевых вылетов, в 15 воздушных боях сбил 1 самолёт. C сентября 1941 года — командир звена 236-го истребительного авиационного полка 43-й смешанной авиационной дивизии ВВС Западного фронта. В конце 1941 года назначен командиром эскадрильи того же полка в составе 201-й истребительной авиационной дивизии ВВС Западного фронта и 1-й воздушной армии. К 29 июня 1942 года выполнил уже 175 боевых вылетов, лично сбил 4 самолёта. К тому времени воевал уже в звании капитана.
Участвовал в Сталинградской битве и Ростовской наступательной операции 1943 года. В январе 1943 года был сбит и тяжело ранен. После выздоровления, c мая 1943 года — в составе 111-го гвардейского истребительного авиаполка 201-й истребительной авиационной дивизии. С 26 марта 1944 года — штурман 40-го гвардейского истребительного авиаполка 8-й гвардейской истребительной авиационной дивизии. Участвовал в освобождении Таманского полуострова, Донбасской наступательной операции 1943 года, битве за Днепр, Проскуровско-Черновицкой, Висло-Одерской операции. Весной 1945 года, уже будучи майором, Александр Ефимович отозван с фронта для учёбы в Военно-воздушной академии.
Всего за годы Великой Отечественной войны совершил около 450 боевых вылетов, в 73 воздушных боях сбил 14 вражеских самолётов лично и 1 — в группе (три победы в 1941, 8 — в 1942, по 2 в 1943 и в 1944, одна победа в 1945). Воевал на истребителях МиГ-3, Як-1, Ла-5, Ла-7. Трижды был сбит.
24 июня 1945 года участвовал в историческом Параде Победы на Красной площади в Москве. Позже участвовал в парадах победы 1995 и 2000 года.
После войны продолжал службу в ВВС СССР. По окончании Краснознамённой Военно-воздушной академии в 1949 году гвардии подполковник Шварёв проходил службу в авиационных частях Группы советских войск в Германии и Одесского военного округа. В 1958—1970 годах проходил службу в Главном управлении кадров Министерства обороны СССР. С 1976 года ушёл в отставку в звании генерал-майора авиации. Жил в Москве.
Указом Президента Российской Федерации от 11 октября 1995 года за мужество и героизм, проявленные в борьбе с немецко-фашистскими захватчиками в Великой Отечественной войне, генерал-майору Шварёву Александру Ефимовичу присвоено звание Героя Российской Федерации.
Умер 3 мая 2006 года. Похоронен на Троекуровском кладбище в Москве (участок 6а).

## Награды
- Герой Российской Федерации (11 октября 1995 года), медаль № 231.
- 4 Ордена Красного Знамени
- 2 Ордена Отечественной войны 1 степени
- Орден Трудового Красного Знамени
- 3 Ордена Красной Звезды
- Медаль «За боевые заслуги»
- Медаль «За оборону Сталинграда»
- Медаль «За оборону Кавказа»
- Медаль За победу над Германией
- Другие медали.

Награды Польской Народной Республики:
- Золотой крест Заслуги
- Крест Храбрых[1][8]